# Cueva de la Sibila de Cumas
La cueva de la Sibila es una galería artificial grecorromana, descubierta como resultado de las excavaciones arqueológicas de la antigua ciudad de Cumas. La cueva se identifica como el lugar en el que la Sibila de Cumas operaba y divulgaba sus oráculos.   

## Historia
La fecha de construcción es algo incierta: según Amedeo Maiuri, fue construida entre los siglos VII y VI a.C., como lo demuestra el tipo de corte de la piedra de toba con forma trapezoidal, mientras que otros indican el período de su construcción entre los siglos X y IV a.C.; según la tradición, este era el lugar donde residía la Sibila de Cumas, famosa por sus oráculos y que se menciona en la Eneida de Publio Virgilio Marón, quien describe un lugar como la cueva. De hecho, cerca de la entrada hay dos lápidas de mármol que llevan esta inscripción; otros académicos han planteado la hipótesis de que fuera una estructura militar con carácter defensivo de la ciudad y el puerto aledaños. 
En palabras de Virgilio:

"donde preside Apolo / y mora solitaria la Sibila, / augusta en su antro inmenso, ella la intérprete / a quien el delirio vate con su espíritu, / alienta, inspira y muestra lo futuro. / Por el bosque de Trivia andando Eneas, / avanza con su gente al áureo templo".

La galería sufrió alteraciones en la época romana, especialmente en el período de Augusto y durante la dominación bizantina: fue abandonada después de la despoblación de Cumas a partir del siglo XIII y fue encontrada y explorada en 1932 por el arqueólogo Amedeo Maiuri.

## Descripción
La cueva, bloqueada en su entrada, está totalmente excavada en la toba y tiene un curso perfectamente rectilíneo, aunque tiende a descender en su última parte: tiene una forma trapezoidal en la parte superior, mientras que en la parte inferior, de forma rectangular debido al hundimiento del suelo durante el período augusteo, se encuentra un sistema antisísmico utilizado por los griegos. Toda la estructura tiene una longitud de 131 metros, 5 metros de altitud y 2,5 metros de anchura. A lo largo de la pared occidental, a intervalos regulares, con la misma forma que la cueva, los romanos construyeron nueve aberturas, tres de las cuales estaban amuralladas, con el objetivo de iluminar el complejo y permitir el paso del aire hacia el área en el que estaban ubicadas las máquinas de guerra. Por otro lado, en la pared oriental se encuentra una habitación que a su vez da a otras tres habitaciones con suelo hundido, utilizadas como cisternas y más tarde como lugar de sepultura. En el interior de una pequeña habitación se encuentra un sillón de piedra, aunque tras el hundimiento del suelo es imposible sentarse actualmente, por lo que su función sigue siendo un misterio.
La cueva termina con una habitación con bóveda plana en la que se abren tres nichos: el oriental para iluminar la estancia, el sur está cegado, y el occidental tiene el tamaño de un cubículo, con forma tripartita y precedido por un vestíbulo probablemente protegido por una puerta en la que todavía se pueden visualizar los agujeros de las jambas en la pared. Esta habitación, según la tradición, serían las estancias de la sibila, aunque su construcción probablemente se remonte a la época imperial tardía.